# Panteles areolaris
Panteles areolaris là một loài tò vò trong họ Ichneumonidae.